# 91:an Karlsson. "Hela Sveriges lilla beväringsman"
91:an Karlsson. "Hela Sveriges lilla beväringsman" är en svensk komedifilm från 1946 i regi av Hugo Bolander.

## Handling
Major Morgonkröök har en fest där en av hans kollegor demonstrerar ett nytt sprängämne. Dagen efter sker en demonstration under mer realistiska former. Efter denna lämnas en konservburk med sprängämnet kvar. 87:an och 91:an får av misstag med sig konservburken när de ska flytta majorens hästar och sedan är cirkusen igång.

## Om filmen
Filmen premiärvisades den 2 september 1946 på biograferna Palladium i Eslöv och Rio i Malmö. Den spelades in vid Sandrew-Ateljéerna i Stockholm av J. Julius och med Sven Aage Larsen som koreograf. Manuset baserades på Rudolf Peterssons berättelser om rekryten 91:an Karlsson i den tecknade serien med samma namn som publicerades första gången i tidningen Allt för Alla 1932. Efter Åsa-Nisse är 91:an Karlsson den mest filmade rollfiguren inom svensk film.
91:an Karlsson har visats i SVT, bland annat i januari 2021, april 2023 samt i april 2025.

## Roller i urval
- Gus Dahlström – 91:an Mandel Karlsson
- Holger Höglund – 87:an Axelsson
- Fritiof Billquist – korpral Revär
- Siv Thulin – hembiträdet Elvira
- Douglas Håge – major Morgonkrök
- Thor Modéen – Jokern, major
- Carl Reinholdz – Revärs medryttare, korpral
- Gustaf Lövås – 79:an
- Åke Engfeldt – frackklädd herre på tåget
- Carl Hagman – utropare på varietén
- Åke Jensen – dansör och sångare på varietén
- Wiktor "Kulörten" Andersson – utropare på varietén
- Sten Meurk – beväring som kommenderas skyffla kol
- Bertil Ehrenmark – inspicienten på varietén
- John Melin – major på kamratfesten

## Musik i filmen
- La Rosita (91:ans rumba), kompositör Herbert Stéen, text Agnes Fredriksson, sång Åke Jensen och Siv Thulin
- Sju tjocka majorer, kompositör Kai Gullmar, text Harry Iseborg, sång Douglas Håge, Thor Modéen, John Melin, Eric von Gegerfelt, Jean Claesson, Carl Ericson och Gösta Bodin
- 91:ans boogie-woogie, kompositör Kai Gullmar, text Harry Iseborg, instrumental
- Med vattenkammat hår (Med permislapp på fickan, kompositör Kai Gullmar, text Harry Iseborg, sång Gus Dahlström
- Say, Brothers, Will You Meet Us?/Glory Hallelujah (Sorgens tårar), text Harry Iseborg, sång Gus Dahlström och Holger Höglund
- Tis the Last Rose of Summer (91:ans målarevisa), text Harry Iseborg, sång Gus Dahlström

## DVD
Filmen gavs ut på DVD 2016.